# Elektra ressuscitée
Elektra ressuscitée, également publié sous le titre Elektra : le retour (anglais : Elektra Lives Again), est une bande dessinée de Frank Miller colorisée par Lynn Varley publiée en mars 1990 par Epic Comics et traduite la même année en français chez Comics USA sous le titre Elektra. Le Retour. 
Ce spin-off de Daredevil raconte le retour de la ninja Elektra, personnage créé par Miller en 1980, depuis le monde des morts.

## Prix et récompenses
- 1991 : Prix Eisner du meilleur album